# Teatro Dom Bosco
O Teatro Dom Bosco é um teatro brasileiro  localizado em Campo Grande e tem capacidade para 600 lugares.
Fica localizado no Colégio Dom Bosco, na Avenida Mato Grosso 421, no bairro Centro.